# Bina Ramesh
Bina Ramesh (née le 20 août 1979 à Nouméa) est une athlète française, spécialiste du lancer du javelot.

## Biographie
Née le 20 août 1979 à Nouméa, Bina Ramesh a des origines wallisiennes. Elle décroche la médaille de bronze lors des championnats du monde juniors de 1996 et des championnats d'Europe juniors de 1997.
Elle remporte trois titres de championne de France du lancer du javelot, en 1998, 2000 et 2004.
Elle remporte à 3 reprises les Jeux du Pacifique au lancer du javelot, en 1999, 2003 et 2007.

### Palmarès
- Championnats de France d'athlétisme :
  - 3 fois vainqueur du lancer du javelot en 1998, 2000 avec comme entraîneur Didier Poppe et 2004 avec comme entraîneur Jacques Danail.

### Records
| Épreuve                           | Performance | Lieu | Date |
| --------------------------------- | ----------- | ---- | ---- |
| Lancer du javelot (ancien modèle) | 61,66 m     |      | 1997 |